# Cá hồi trắng Bloater
Cá hồi trắng Bloater (danh pháp hai phần: Coregonus hoyi) là một loài cá thuộc chi Cá hồi trắng trong họ Cá hồi. Nó sinh sống ở Ngũ Đại Hồ, trừ hồ Erie và hồ Nipigon. Trong phạm vi phân bố, số lượng đang suy giảm. Loài này có chiều dài tối đa 37,0 xentimét (14,6 in) và thường dài 25,5 xentimét (10,0 in). Cà hồi trắng Bloater là loài cá hồi trắng nhỏ có màu bạc với một màu ánh kim màu hồng và tím. Nó có một ánh xanh ở trên, và bụng màu trắng.

## Hình ảnh

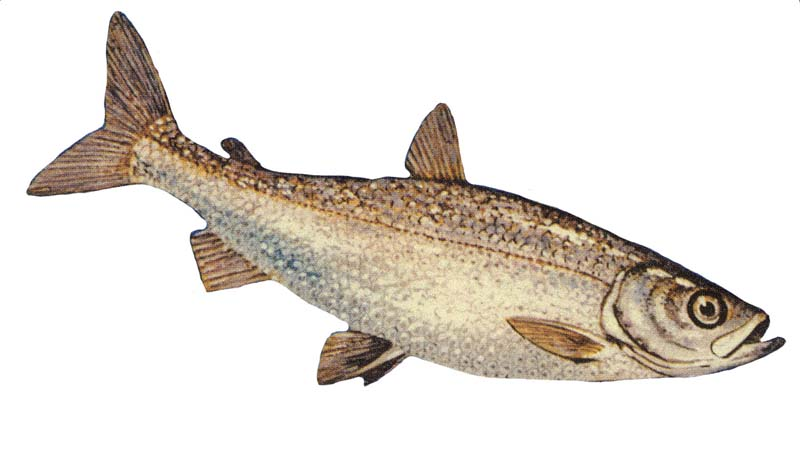